# سیارک ۱۵۴۱۲
سیارک ۱۵۴۱۲ (به انگلیسی: 15412 Schaefer، نامگذاری:1998AU3) پانزده هزار و چهارصد و دوازدهمین سیارک کشف شده‌است که در ۲ ژانویه ۱۹۹۸ کشف شد.
قدر مطلق سیارک برابر ۳۵.۴ است.